# Pippi Langstrømpe (tegnefilm)
 For alternative betydninger, se Pippi Langstrømpe (flertydig). (Se også artikler, som begynder med Pippi Langstrømpe)
Pippi Langstrømpe er en tegnefilm indspillet af Svensk Filmindustri i 1997. Den har en spilletid på 73 minutter. Filmen er baseret på den svenske forfatter Astrid Lindgrens Pippi Langstrømpe-børnebøger.

## Svenske stemmer
- Elin Larsson – Pippi Långstrump
- Jasmine Heikura – Annika
- Maximilian Wallér Zandén – Tommy
- Börje Ahlstedt – Kapten Efraim Långstrump
- Marika Lindström – Fru Settergren
- Samuel Fröler – Herr Settergren
- Jan Sigurd – Kling
- Tomas Bolme – Klang
- Peter Carlsson – Dunder-Karlsson
- Pontus Gustafsson – Blom
- Wallis Grahn – Fru Pryselius
- Gunilla Röör – Lärarinnan
- Leif Andrée – Cirkusdirektören
- Pia Johansson – Fru Kling
- Catti Edfeldt – Fru Klang
- Tommy Johnson – Fridolf

## Danske stemmer
- Amalie Dollerup – Pippi Langstrømpe
- Svend Asmussen – Kaptajn Langstrømpe
- Mathias Klenske – Tommy
- Sara Poulsen – Annika
- Margrethe Koytu – Fru Prysselius
- Jeanette Binderup-Schultz – Fru Settergren
- Thomas Kirk – Hr. Settergren
- Torben Zeller – Kling
- Niels Weyde – Klang
- Jarl Forsman – Dunder Karlsson
- John Martinus – Blom
- Marianne Mortensen – Skolefrøken
- Bente Eskesen – Fru Kling
- Camilla Andersen – Fru Klang
- Thomas Kirk – Fridolf
- Thomas Kirk – Cirkusdirektør